# Ferenc Ošlaj
Ferenc Ošlaj (tudi Franc Ošlay, madžarsko Oslay Ferenc), slovenski zgodovinar, pisatelj in iredentist na Madžarskem, * Filovci, 22. september, 1883, † 22. april, 1932, Budimpešta, Madžarska.
Njegova starša sta bila evangeličanska nižja plemiča v Slovenski krajini (danes Prekmurje in Porabje). V Budimpešti je študiral zgodovino in geografijo. Kasneje je bil gimnazijski profesor. Med prvo in drugo svetovno vojno je bil srbski prosvetni referent. Preučeval je šolstvo v takratni Jugoslaviji in  o njem poročal v madžarskih revijah.
Ošlaj je v prekmurščini napisal zgodovino reformacije in protireformacije v Slovenski okroglini in ju izdal v časopisu Domovina, ki ga je vodil fizik slovenskega rodu Sándor Mikola. Verjetno mu je pri člankih svetoval Mikola, da bi na mirovni konferenci v Parizu dokazal, da prebivalci Slovenske krajine niso povsem Slovenci. Kljub temu Ošlaj je črpal iz originalnih virov in obravnaval zgodovinske okoliščine, zato je njegovo delo zgodovinsko dragoceno.
Pisal tudi v madžarščini o Slovencih na Madžarskem in hrvaških tlačanih v 16.-17. stoletju.

## Delo
- Z historie nasega naroda (Iz zgodovine našega naroda)
  - Vremen vadlüványszke reformacie i protireformacie (Čas verske reformacije in protireformacije)
  - Edna historinszka lázs, Kmeti i szelárje Gornye-Lendavszke fare vu leti 1627, Törszko goszposztvo vu nasoj krajini (Ena zgodovinska laž, Kmeti in selarji Gornje Lendavske župnije v letu 1627, Turško gospostvo v naši pokrajini)
  - Nase sztáro cérkevno málanye
  - Nase goricze i vinopôvanje indasnyega szvêta
- Historia martyanszke protestánszke cérkvi (Zgodovina martjanske protestantske cerkve)
- A horvát jobbágyság 1500-1650-ig (Hrvaško tlačanstvo od leta 1500, do leta 1650)
- Vendek (Vendi)